# Stock (Geologie)

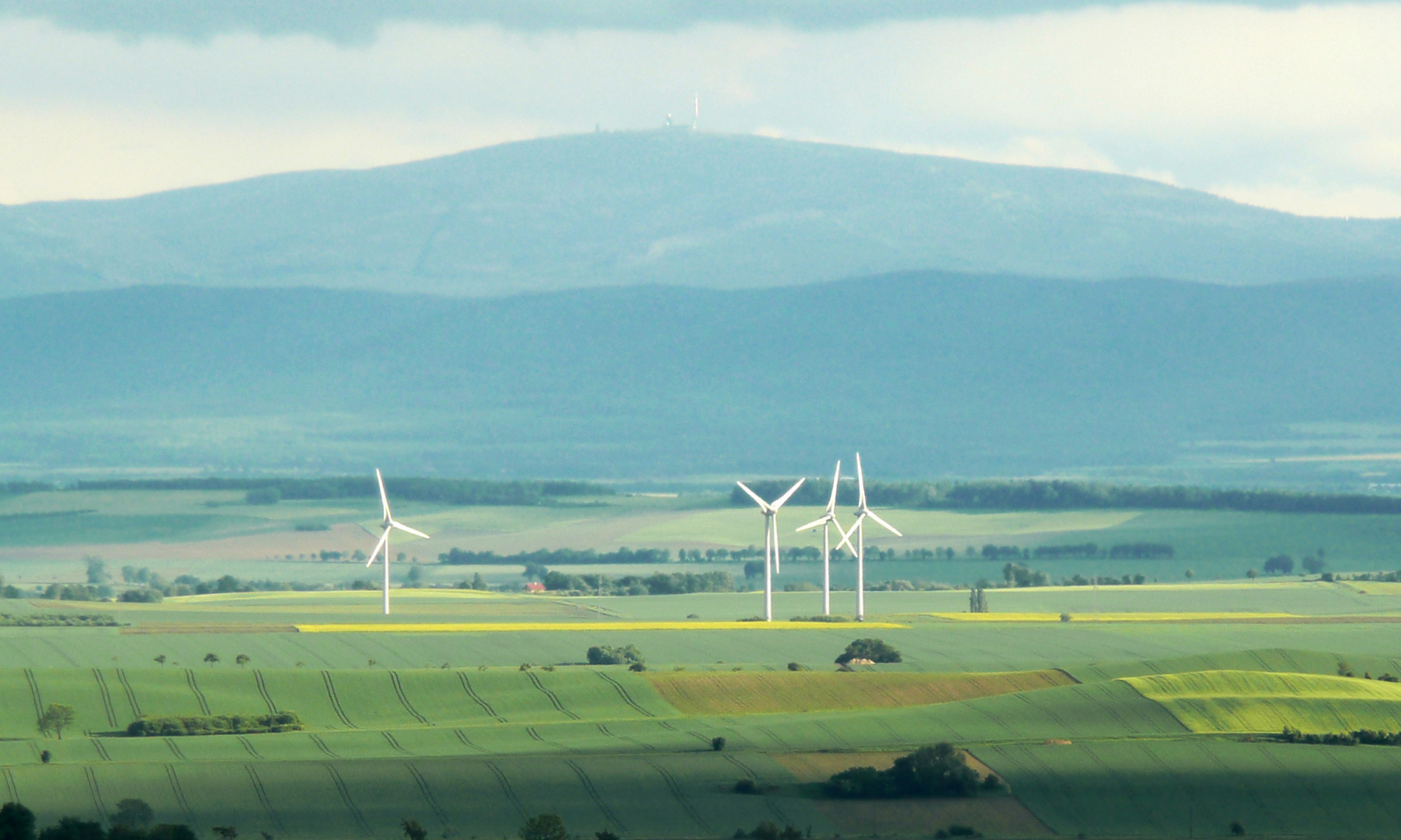
Das Brockenmassiv ist ein großer granitischer Eruptivstock.

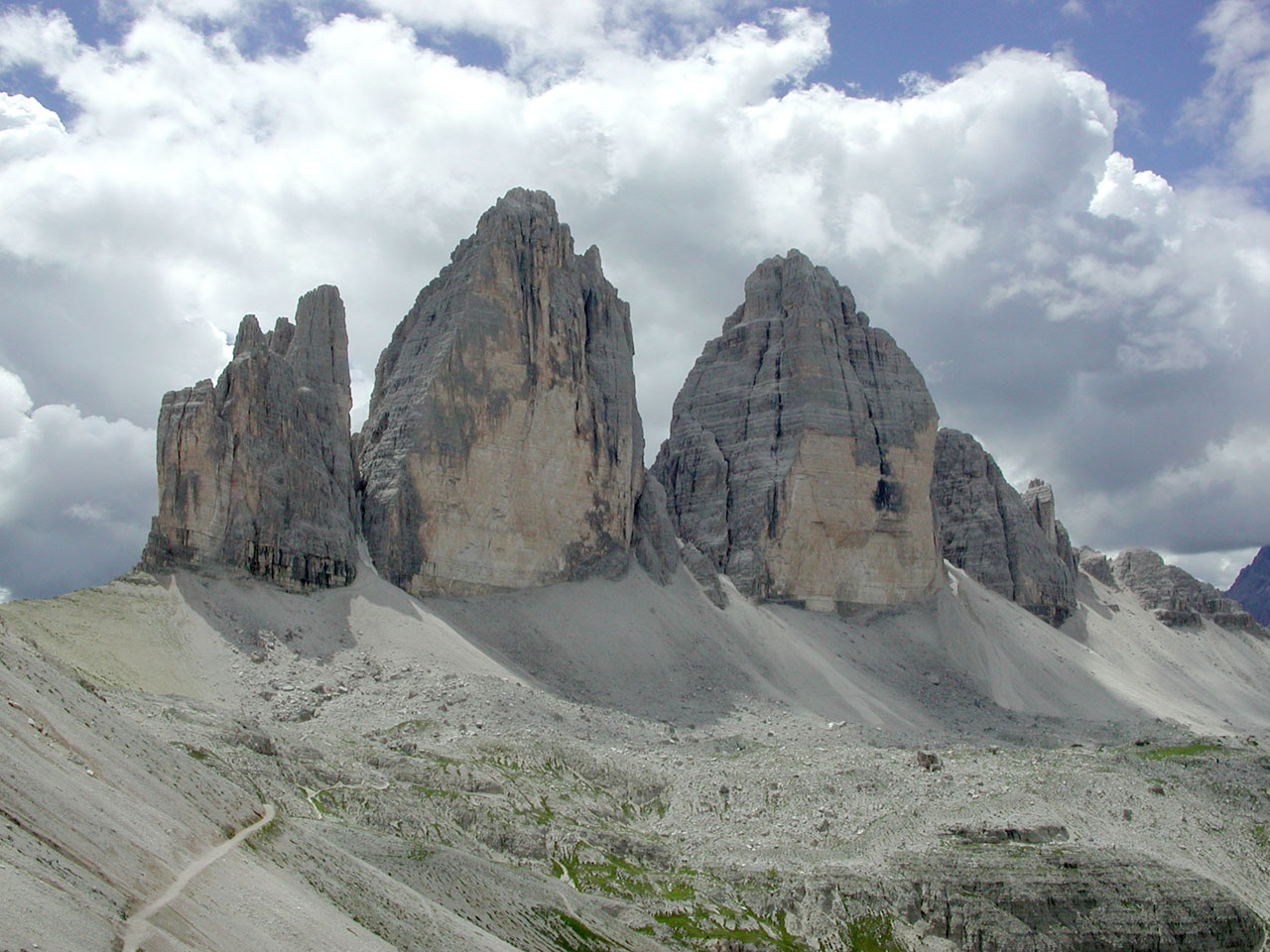
Drei Zinnen, Dolomitstöcke ohne primäre sedimentäre Vorprägung, umgeben vom Schuttfuß

Ein Stock im Sinne der Geologie ist eine größere, unregelmäßig geformte, relativ homogene Gesteinsmasse, die mit steilen Kontakten als Fremdkörper andere Gesteine durchstößt oder in diesen eingebettet ist. Der Begriff ist eng verwandt mit der geomorphologischen Bezeichnung Bergstock, denn oft wird eine solche Felsmasse durch Verwitterung herausgearbeitet, und bildet dann einen mehr oder weniger steil aufragenden Berg, oder, wenn sie besonders groß ist, ein ganzes Bergmassiv.

## Typen
Je nach Material und Entstehung wird zwischen unterschiedlichen Arten von Stöcken unterschieden:
- Eruptivstock – plutonisch (Batholith) oder subvulkanisch (Gang) gebildet, z. B. aus Granit oder Dolerit
  - Erzstock – aus einer größeren Erzmasse bestehend
  - Gangstock – ein mächtiger Gang
    - Lagerstock – ein liegender Gangstock
- Sedimentstock – (primär) sedimentär gebildet
  - Salzstock – sich sekundär aus Salzablagerungen bildend
  - Kalkstock – Bergmassive von Kalkgebirgen, auch aus Dolomit bestehend (dann Dolomitstock genannt). Der Begriff wird oft ausschließlich aufgrund des Erscheinungsbildes für steil aufragende Kalkberge genutzt und hat keine primär sedimentären Ursachen, im Gegensatz zum
    - Riffstock – fossile Riffkörper, die aufgrund ihrer speziellen sedimentologischen und petrographischen Eigenschaften als relativ steil aufragende Erhebungen aus dem Umgebungsgestein herauspräpariert werden; der Begriff Korallenstock wird auch auf den unterhalb der Meeresoberfläche steil in die Tiefe abfallenden Kalkkörper rezent noch aktiver Korallenriffe, z. B. in der Südsee, angewendet